# アル・ジャイシュ・ドーハ
アル・ジャイシュSC（アラビア語: نادي الجيش الرياضي、Al Jaish Sports ClubまたはEl Jaish Sports Club）は、かつてカタールに存在したスポーツクラブ。本拠地はドーハ。サッカークラブが著名であったが、サッカー以外の競技でもチームを抱え、ハンドボール部門は2013年のスーパーグローブ3位の実績がある。
以下はサッカークラブに関する記述。
ホームスタジアムはアブドゥッラー・ビン・ハリーファ・スタジアム。「ジャイシュ」はアラビア語で「軍」を意味する。
2010-11シーズンにセカンドディヴィジョンに優勝してカタール・スターズリーグ昇格。リーグ戦では2011-12シーズンは2位、2012-13シーズンは3位、2013-14シーズンは2位と常に優勝争いに加わった。カップ戦では2012-13カタール・スターズカップと、2014年と2016年にカタールカップ（クラウンプリンスカップ）で優勝した。
2017年4月にレフウィヤSCに吸収されて、 アル・ドゥハイルSCとなった。

## タイトル

### 国内タイトル
- カタールカップ : 2回

2014, 2016
- カタール・セカンドディヴィジョン : 1回

2010-11
- カタール・スターズカップ : 1回

2012-13

## 過去の成績
| シーズン | リーグ | 順位 | アミールカップ | クラウンプリンスカップ （カタールカップ） | シェイフ・ジャーシムカップ | アジア | アジア             |
| -------- | ------ | ---- | -------------- | ----------------------------------------- | -------------------------- | ------ | ------------------ |
| 2010-11  | 2ndD   | 1位  | 準決勝敗退     | -                                         | グループリーグ敗退         | -      | -                  |
| 2011-12  | QSL    | 2位  | 準決勝敗退     | 準決勝敗退                                | 準決勝敗退                 | –      | –                  |
| 2012-13  | QSL    | 3位  | 準決勝敗退     | 準決勝敗退                                | 準決勝敗退                 | ACL    | ベスト16           |
| 2013-14  | QSL    | 2位  | 準々決勝敗退   | 優勝                                      | 準決勝敗退                 | ACL    | グループリーグ敗退 |

## 現所属メンバー
注：選手の国籍表記はFIFAの定めた代表資格ルールに基づく。
| No. | Pos. |                           | 選手名                                 |
| --- | ---- | ------------------------- | -------------------------------------- |
| 2   | DF   | カタール                  | ムラード・ナージー・フセイン           |
| 3   | DF   | カタール                  | アブドッラー・アーイシュ               |
| 4   | DF   | ブラジル                  | アンデルソン・マルティンス             |
| 5   | DF   | カタール                  | ムハンマド・アル＝ジャーブリー         |
| 6   | DF   | ヨルダン                  | ラーミー・ファーイズ                   |
| 7   |      | カタール                  | ウィサーム・リジク                     |
| 8   | DF   | カタール                  | ユーセフ・ムフターハ                   |
| 9   | FW   | Template:Country data MOR | アブデルラザク・ハムダラー             |
| 12  | FW   | カタール                  | マージド・ムハンマド                   |
| 13  | DF   | カタール                  | ムサアブ・アル＝ハサン                 |
| 14  | MF   | チュニジア                | ムハンマド・アル＝ムスナーニー         |
| 15  | FW   | カタール                  | アブドルガーディル・イリヤース・バクル |

| No. | Pos. |          | 選手名                                 |
| --- | ---- | -------- | -------------------------------------- |
| 17  | MF   | 大韓民国 | 高薛基                                 |
| 18  | FW   | カタール | ムハンマド・アッ＝サイイド             |
| 19  | DF   | カタール | アブドッラフマーン・アブカル           |
| 20  | FW   | ブラジル | ワグネル・ヒベイロ                     |
| 21  | DF   | カタール | アリー・サナド                         |
| 23  | MF   | カタール | ハーリド・アブドッラウーフ             |
| 25  | MF   | カタール | アブドッラー・アル＝アリー             |
| 29  | FW   | カタール | ムハンマド・ムーンターリー             |
| 33  | GK   | カタール | アフマド・スフヤーン                   |
| 90  | GK   | ブラジル | イヴァニウド・ホドリゲス               |
| 91  | GK   | カタール | サウード・アル＝ハーティル             |
|     | MF   | リビア   | アッ＝ドーカーリー・アッ＝シード       |
|     | MF   | カタール | アブドルアズィーズ・アッ＝スライティー |

## 歴代所属選手
- アドリアーノ 2011-2013
- カルー・ウチェ 2013-2014
- ムハンマド・アッ＝サイイド 2012-2016
- ニウマール 2014